# 高从堦
高从堦（1942年11月12日—），青岛即墨人，化工分离专家，中国工程院院士，杭州水处理技术研究开发中心研究员。

## 履历[1]
- 1965年，毕业于山东海洋学院（今中国海洋大学）。
- 1995年，当选中国工程院院士。